# 马特朗日
马特朗日（法語：Martelange，法語發音：[maʁtəlɑ̃ʒ]）是比利时瓦隆大区盧森堡省阿爾隆區的一个市镇，东与卢森堡大公国接壤，通行法语，是比利时法语社群的一部分，面积29.67平方千米，人口1,820人（2018年1月1日）。